# Cortiglione
Cortiglione ist eine Gemeinde in der italienischen Provinz Asti (AT), Region Piemont.

## Lage und Einwohner
Cortiglione liegt 22 Straßenkilometer von der Provinzhauptstadt Asti entfernt. Das Gemeindegebiet umfasst eine Fläche von acht km² und hat 527 Einwohner (Stand 31. Dezember 2023). 
Die Nachbargemeinden sind Belveglio, Incisa Scapaccino, Masio, Rocchetta Tanaro, Vaglio Serra und Vinchio.

## Kulinarische Spezialitäten
In Cortiglione werden Reben der Sorte Barbera für den Barbera d’Asti, einen Rotwein mit DOCG Status angebaut.